# Iáia ibne Calide
Iáia ibne Calide (em árabe: يحيى بن خالد; romaniz.: Yaḥyā bin ḫālid) (m. 806) foi um membro da poderosa família persa dos barmécidas e filho de Calide ibne Barmaque. Por volta de 765, ele foi apontado como governador do Azerbaijão pelo califa abássida Almançor. 

## História
O filho de Iáia, Alfadle ibne Iáia, nasceu em Rei juntamente com o filho do califa Almadi, Harune Arraxide. O califa indicou então Iáia como tutor do recém-nascido.
Durante o califado Alhadi, Iáia o dissuadiu diversas vezes de proclamar seu próprio filho como herdeiro no lugar de seu irmão Harune. Ele eventualmente o fez e mandou prender Iáia, mas morreu em seguida. Quando Harune se tornou califa, ele tornou Iáia seu vizir. Sob sua influência, o califa convidou diversos acadêmicos e metre da Índia para Bagdá, especialmente budistas. Um catálogo de textos muçulmanos e não-muçulmanos preparado na época, o "Kitab al-Fihrist", incluía obras dessa religião. Entre elas estava um relato das vidas anteriores de Buda, a "Kitab al-Budd".
Iáia teve três filhos, entre os quais Jafar, que o sucedeu como vizir, Muça, que governou Damasco, e Alfadle, o governador do Grande Coração e, depois, do Egito. Em 803, a família toda caiu em desgraça e Iáia foi preso, onde ele morreu no mesmo ano.